# 紀元前367年
紀元前367年（きげんぜん367ねん）は、ローマ暦の年である。
当時は、「コルネリウス、プラエテクスタトゥス、ストルクトゥス、カピトリヌス、クラッスス、キクリヌスが執政武官に就任した年」として知られていた（もしくは、それほど使われてはいないが、ローマ建国紀元387年）。紀年法として西暦（キリスト紀元）がヨーロッパで広く普及した中世時代初期以降、この年は紀元前367年と表記されるのが一般的となった。

## 他の紀年法
- 干支 : 甲寅
- 日本
  - 皇紀294年
  - 孝安天皇26年
- 中国
  - 周 - 顕王2年
  - 秦 - 献公18年
  - 楚 - 宣王3年
  - 斉 - 桓公8年
  - 燕 - 桓公6年
  - 趙 - 成侯8年
  - 魏 - 恵王3年
  - 韓 - 懿侯8年
- 朝鮮
  - 檀紀1967年
- ベトナム :
- 仏滅紀元 : 178年
- ユダヤ暦 :

## できごと

### ギリシア
- テーバイの将軍エパメイノンダスはペロポネソス半島へ再び侵攻したが、今回はシキオンをテーバイ方の同盟者としたものの、それ以上の成果は上げられなかった。テーバイに帰還したエパメイノンダスは、再び裁判にかけられたが、今回も無罪放免となった。
- スパルタ王アゲシラオス2世の息子であるアルキダモス3世がスパルタ軍を率い、アルカディア勢に勝利した。
- テーバイの指導者ペロピダスは、ペルシア帝国のアルタクセルクセス2世のもとへ大使として赴き、ギリシアの諸国家（ポリス）間の争いを調停する勅令を、テーバイに都合が良い形で出すよう促した。アルタクセルクセス2世はギリシア諸国に調停案を示して和平を呼びかける勅令を出したが、この提案に従おうという国はなかった。

### シチリア
- シュラクサイの僭主ディオニュシオス1世が死去し、息子のディオニュシオス2世が後を継いだ。ディオニュシオス2世はまだ歳若く、体も弱くて経験不足であったため、亡父の義弟であるディオンが実権を握り、友人であったプラトンを説得して、その哲学原理を実際に応用して若き僭主の教育に当たらせた。
- ディオニュシオス2世は、かつて父がカルタゴに敗北した際に結んだものと同じ条件で、カルタゴと和議を結んだ。

### 共和政ローマ
- ガイウス・リキニウス・ストロがローマの護民官であった紀元前376年から紀元前367年の間、彼は、パトリキ（貴族）とプレブス（平民）の対立感情を和らげるために、数多くの法を改革した。 彼は、（ルキウス・セクスティウス・セクスティヌス・ラテラヌスとともに）リキニウス・セクスティウス法を提案し、平民のために執政官（コンスル）制度を復活させ、執政官のうち1人はプレブスから選出すること、ひとりの人間が占有できる公有地の面積に上限を設けること、債務の返済方法を法で規制することを求めた。パトリキはこれらの提案に反対したが、この年に法案は成立し、翌年の紀元前366年から発効することになった。
- マルクス・フリウス・カミルスによって、ローマのフォロ・ロマーノに、ローマ神話の女神コンコルディアを祀ったコンコルディア神殿が建てられた。

### 中国
- 西周の威公が死去し、恵公が即位した。恵公の弟の公子班が反乱を起こした。
- 趙と韓が周を攻撃し、公子班を東周の恵公として立てた。

### 哲学
- ギリシアの哲学者、科学者であるアリストテレスが、アテナイに赴き、プラトンのアカデメイアの生徒となった。

## 誕生
- プトレマイオス1世、マケドニア王国の将軍、後にエジプトにプトレマイオス朝を開いた（+ 紀元前283年）

## 死去
- ディオニュシオス1世、シュラクサイの僭主（* 紀元前430年）